# Buemarinoa
Buemarinoa es un género de Opiliones en la familia Cladonychiidae. La única especie descripta en  Buemarinoa,  es B. patrizii, que habita en Cerdeña, Italia.